# Omar Midani
Omar Al-Midani (in arabo عمر الميداني‎?; Damasco, 26 gennaio 1994) è un calciatore siriano, difensore dell'Al-Naser e della nazionale siriana.

## Carriera

### Club
Ha giocato nella prima divisione egiziana.

### Nazionale
Nel 2013 ha esordito nella nazionale maggiore siriana, con la quale nel 2019 e nel 2023 ha anche partecipato alla Coppa d'Asia.

## Statistiche

### Cronologia presenze e reti in nazionale
| Cronologia completa delle presenze e delle reti in nazionale ― Siria | Cronologia completa delle presenze e delle reti in nazionale ― Siria | Cronologia completa delle presenze e delle reti in nazionale ― Siria | Cronologia completa delle presenze e delle reti in nazionale ― Siria | Cronologia completa delle presenze e delle reti in nazionale ― Siria | Cronologia completa delle presenze e delle reti in nazionale ― Siria | Cronologia completa delle presenze e delle reti in nazionale ― Siria | Cronologia completa delle presenze e delle reti in nazionale ― Siria |
| Data                                                                 | Città                                                                | In casa                                                              | Risultato                                                            | Ospiti                                                               | Competizione                                                         | Reti                                                                 | Note                                                                 |
| -------------------------------------------------------------------- | -------------------------------------------------------------------- | -------------------------------------------------------------------- | -------------------------------------------------------------------- | -------------------------------------------------------------------- | -------------------------------------------------------------------- | -------------------------------------------------------------------- | -------------------------------------------------------------------- |
| 15-01-2019                                                           | al-'Ayn                                                              | Australia                                                            | 3 – 2                                                                | Siria                                                                | Coppa d'Asia 2019 - 1º turno                                         | -                                                                    |                                                                      |
| 15-06-2021                                                           | Sharjah                                                              | Cina                                                                 | 3 – 1                                                                | Siria                                                                | Qual. Mondiali 2022                                                  | -                                                                    |                                                                      |
| 7-10-2021                                                            | Seul                                                                 | Corea del Sud                                                        | 2 – 1                                                                | Siria                                                                | Qual. Mondiali 2022                                                  | -                                                                    |                                                                      |
| 19-11-2024                                                           | Volgograd                                                            | Russia                                                               | 4 – 0                                                                | Siria                                                                | Amichevole                                                           | -                                                                    | 87’                                                                  |
| Totale                                                               |                                                                      | Presenze                                                             | 4                                                                    |                                                                      | Reti                                                                 | 0                                                                    |                                                                      |